# Умхаджиев, Зелимхан
Зелимхан Умхаджиев — французский спортсмен чеченского происхождения, борец вольного и греко-римского стилей, чемпион и призёр чемпионатов Франции.

## Биография
В 2012 году в городе Сарбур, выступая в полутяжёлой весовой категории (до 84 кг), Умхаджиев стал бронзовым призёром чемпионата в греко-римской борьбе. 
В 2018 году на чемпионате в городе Шильтигайм Умхаджиев снова завоевал бронзу в греко-римской борьбе, на этот раз в категории до 97 кг. В 2020 году Умхаджиев выступал в супертяжёлом весе (до 125 кг). На этот раз он стал чемпионом страны как в греко-римской, так и в вольной борьбе. На следующий год в городе Шильтигайм Умхаджиев снова стал чемпионом Франции в тяжёлом весе в обоих стилях.

## Спортивные результаты
- Чемпионат Франции по борьбе 2012 года —  (до 84 кг, греко-римская борьба);
- Чемпионат Франции по борьбе 2018 года —  (до 97 кг, греко-римская борьба);
- Чемпионат Франции по борьбе 2020 года —  (до 125 кг, греко-римская борьба);
- Чемпионат Франции по борьбе 2020 года —  (до 125 кг, вольная борьба);
- Чемпионат Франции по борьбе 2021 года —  (до 125 кг, греко-римская борьба);
- Чемпионат Франции по борьбе 2021 года —  (до 125 кг, вольная борьба);